# Johannes Jauhiainen
Johannes Jauhiainen (1994) è un giocatore di football americano finlandese, che gioca come wide receiver per gli Helsinki Roosters.
In precedenza ha giocato per i Kuopio Steelers.
Fa parte della nazionale finlandese di football americano, con la quale ha vinto la medaglia d'argento nell'Europeo 2023.

## Palmarès

### Club
- 1 Spagettimalja (Kuopio Steelers: 2017)
- 1 Rautamalja (Kuopio Steelers: 2015)

### Nazionale
- 1 Medaglia d'argento al Campionato europeo di football americano (2023)